# Nepál a 2010. évi téli olimpiai játékokon

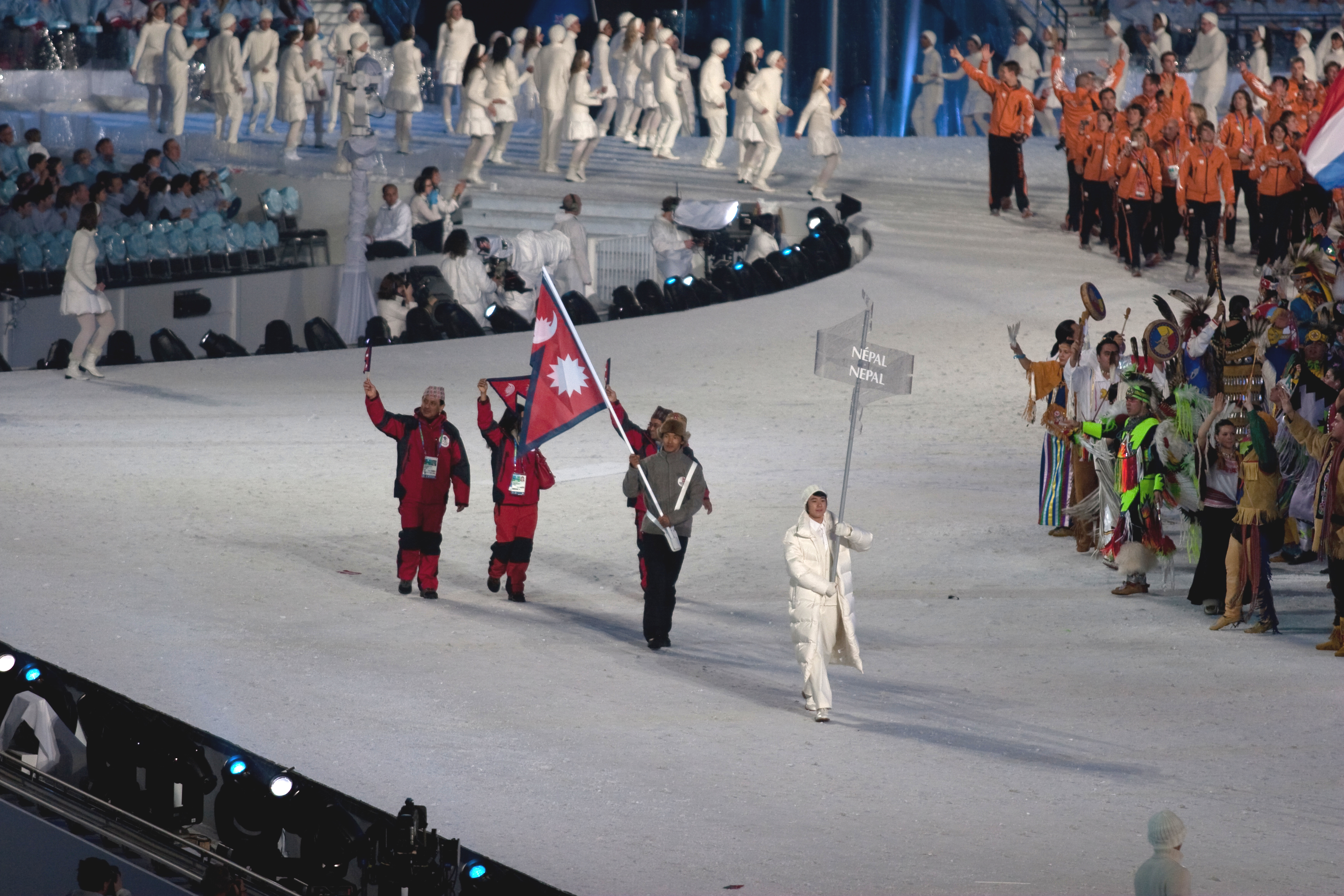
Nepál olimpiai küldöttsége a megnyitón

Nepál a kanadai Vancouverben megrendezett 2010. évi téli olimpiai játékok egyik részt vevő nemzete volt. Az országot az olimpián 1 sportágban 1 sportoló képviselte, aki érmet nem szerzett.

## Sífutás
Férfi
| Versenyző      | Versenyszám | Eredmény | Helyezés |
| -------------- | ----------- | -------- | -------- |
| Dacshíri Serpa | 15 km       | 44:26,5  | 92.      |